# Мнышенко, Михаил Яковлевич
Михаил Яковлевич Мнышенко (3 июля 1898, Киево-Святошинский район — 20 апреля 1967, Киев) — советский офицер-кавалерист, участник Великой Отечественной войны, Герой Советского Союза (25.08.1944). Гвардии полковник (4.02.1944).

## Биография

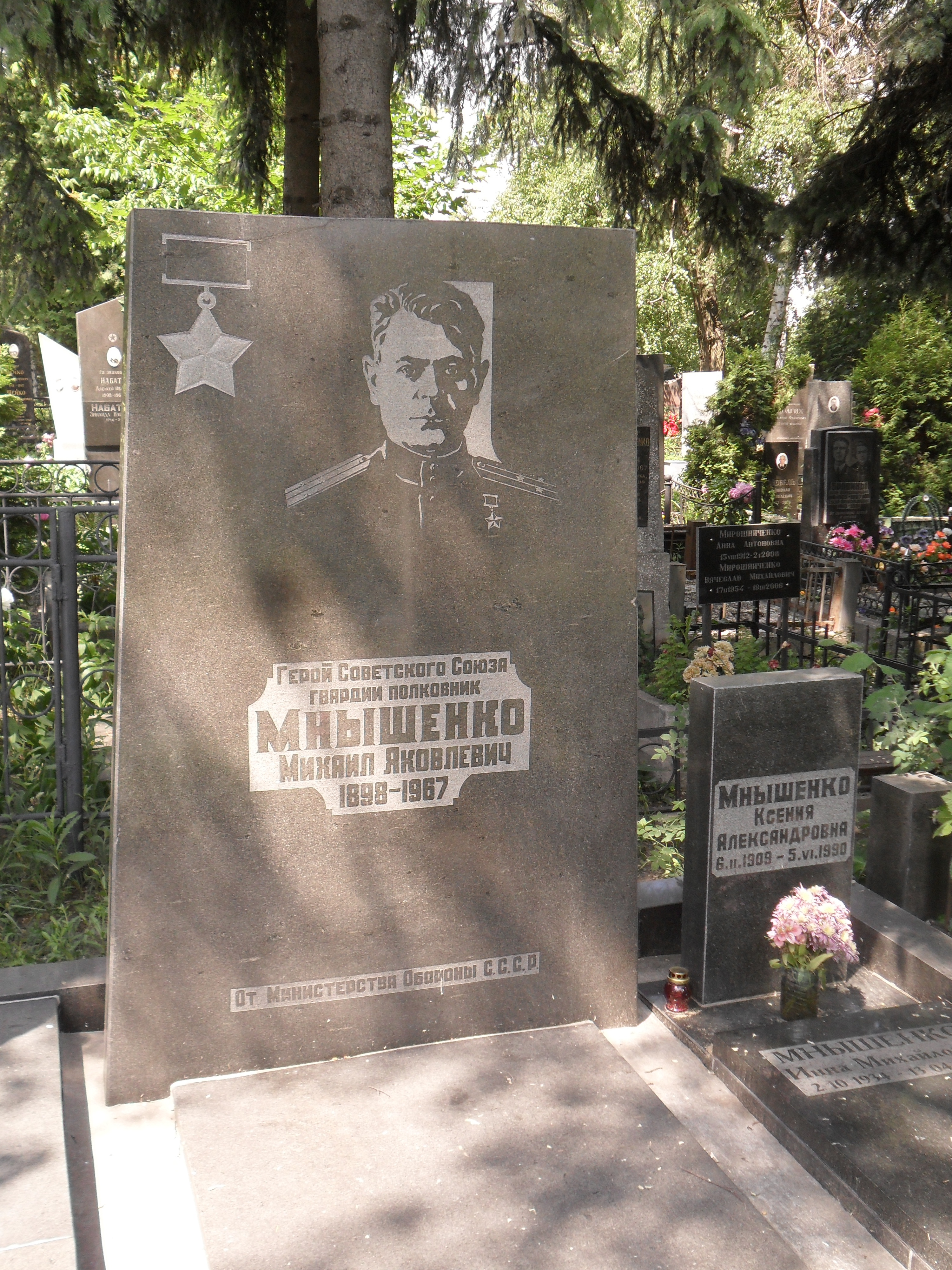
Могила Мнышенко на Лукьяновском военном кладбище Киева.

Михаил Мнышенко родился 20 июня (по новому стилю — 3 июля) 1898 года в селе Белогородка (ныне — Киево-Святошинский район Киевской области Украины).
В феврале 1917 года он был призван на службу в Русскую императорскую армию. С марта участвовал в боях Первой мировой войны на Румынском фронте, будучи трубачом батареи в 22-й артиллерийской бригаде. В июле 1917 года рядовой Мнышенко дезертировал из расположения своей части и вернулся в Киев, где устроился на работу слесарем в арсенал.
После Октябрьской революции в ноябре 1917 года вступил в Красную гвардию — в рабочую дружину Киевского арсенала. Участвовал в январском восстании в Киеве в 1918 году, затем воевал с петлюровцами и немецкими оккупационными войсками. В марте 1918 года Мнышенко добровольно перешёл на службу в Рабоче-крестьянскую Красную Армию. Активный участник Гражданской войны. Сначала был командиром взвода в 3-м Латышском полку и в 118-м стрелковом полку 14-й стрелковой дивизии. В мае 1918 года переведён командиром взвода и помощником адъютанта 5-го Заамурского кавалерийского полка, в декабре 1918 — командиром эскадрона 2-го Кубанского полка на Южном фронте. С сентября 1919 года командовал эскадроном 33-го кавалерийского полка в конном корпусе С. М. Будённого и в Первой Конной армии. Участвовал в боях с войсками генералов П. Н. Краснова и А. И. Деникина, был ранен в бою.
В июне 1920 года был направлен на учёбу, в феврале 1921 года окончил Владикавказские командные курсы РККА. Служил адъютантом отряда особого назначения при особом отделе войск Терской области, участвовал в советско-грузинской войне. В апреле 1922 года переведён на Туркестанский фронт, где был назначен адъютантом командира эскадрона 2-го кавалерийского полка 1-й отдельной Туркестанской кавалерийской бригады в Самарканде, вскоре стал командиром эскадрона. Три года участвовал в боях по ликвидации басмаческих формирований в Таджикистане и в Узбекистане.
С апреля 1925 года служил в 1-й кавалерийской дивизии Червоного казачества Украинского военного округа: командир эскадрона 2-го кавполка, с октября 1927 — помощник начальника штаба 1-го кавполка. С ноября 1929 года — помощник начальника штаба 7-го кавполка 2-й кавалерийской дивизии Червоного казачества. Во время службы в этом полку в 1931 и в 1933 годах оканчивал кавалерийские курсы усовершенствования комсостава РККА в Новочеркасске. С февраля 1934 года — помощник начальника 1-й части штаба 7-й горно-кавалерийской дивизии Среднеазиатского военного округа (Сталинабад). С февраля 1935 года служил военным комиссаром Саркандского района Алматинской области Казахской ССР. В апреле 1938 года был переведён в штаб Среднеазиатского военного округа на должность помощника начальника отделения в 4-м отделе штаба. С сентября 1938 года служил в республиканском военном комиссариате Казахской ССР сначала начальником 2-й части, затем с февраля 1940 года — старшим инспектором начальной допризывной подготовки.
После начала Великой Отечественной войны в июле 1941 года подполковник М. Я. Мнышенко был назначен начальником штаба 16-го запасного кавалерийского полка в Фергане, а в сентябре стал командиром этого полка. С января 1942 года командовал 319-м запасным кавалерийским полком Среднеазиатского ВО в Сталинабаде.
С сентября 1942 года — на фронтах Великой Отечественной войны. Был помощником инспектора кавалерии Воронежского фронта, с октября — на такой же должности на Юго-Западном фронте. Участник Сталинградской битвы, Острогожско-Россошанской и Харьковской (1943 года) наступательных операций. В боях дважды раза был ранен: первое ранение получил в боях под Сталинградом в ноябре 1942 года, второе — на Днепре в октябре 1943 года. С августа 1943 года временно исполнял должность командира 4-го гвардейского кавалерийского полка 2-й гвардейской кавалерийской дивизии. В сентябре 1943 года гвардии подполковник Михаил Мнышенко назначен командиром 7-го гвардейского кавалерийского полка этой дивизии.
Командир 7-го гвардейского кавалерийского полка гвардии подполковник Михаил Мнышенко 2-й гвардейской кавалерийской дивизии 1-го гвардейского кавалерийского корпуса 1-го Украинского фронта особо отличился в битве за Днепр. В ночь с 8 на 9 октября 1943 года форсировал реку Тетерев, овладел посёлком Затонск и захватил крупный плацдарм. Когда полк перешёл к преследованию, передал Затонск пехотным частям и продвинулся с боями на 15 километров, противник отбил Затонск. При приказу командования полк был выведен из боя, совершил обратный переход и на рассвете 12 октября вторично освободил Затонск. С 15 октября полк несколько дней стойко держал оборону на плацдарме, отражая по несколько контратак в день. Там подполковник Мнышенко получил ранение в голову, но не вышел из боя. В Киевской наступательной операции 10 ноября 1943 года полк Мнышенко перерезал шоссе Киев—Житомир, благодаря чему противник не сумел отступить по нему на запад. Во время Киевской оборонительной операции, когда противник перешёл в контрнаступление под Киевом, с 12 по 19 ноября полк стойко отражал контратаки превосходящих по численности немецких войск в южной части Житомира. При ночном прорыве к своим полк получил задачу прикрывать отход корпуса и в тяжелом бою отбил несколько ночным атак пехоты и танков, обеспечив с тыла прорыв корпуса, а затем и сам вышел из окружения. За эти бои в декабре 1943 года был представлен к званию Героя Советского Союза, но прохождение представления по инстанциям сильно затянулось и заслуженную награду он получил только через 7 месяцев.
Указом Президиума Верховного Совета СССР от 25 августа 1944 года «за образцовое выполнение боевых задач Командования на фронте борьбы с немецкими захватчиками и проявленные при этом отвагу и геройство» гвардии полковнику Михаилу Яковлевичу Мнышенко присвоено звание Героя Советского Союза с вручением ордена Ленина и медали «Золотая Звезда».
С 6 апреля 1944 года командовал 13-й гвардейской кавалерийской дивизией 6-го гвардейского кавалерийского корпуса, а в мае 1944 года назначен заместителем командира 7-й гвардейской кавалерийской дивизии 1-го гвардейского кавалерийского корпуса на 1-м Украинском фронте. Участвовал в Проскуровско-Черновицкой, Львовско-Сандомирской, Восточно-Карпатской, Висло-Одерской и Нижне-Силезской наступательных операциях, освобождая Украинскую ССР, Чехословакию и Польшу. В феврале 1945 года полковник Мнышенко был направлен в госпиталь, перенёс несколько операций, лишился глаза. В апреле вернулся на фронт, был назначен заместителем командира 10-й гвардейской казачьей кавалерийской дивизией 4-го гвардейского казачьего кавалерийского корпуса и с ней участвовал в Братиславско-Брновской и Пражской наступательных операциях.
После войны служил в этой же должности. В сентябре 1946 года уволен в запас.
Проживал в Киеве, перенёс несколько операций, лишился глаза, но продолжал заниматься общественной деятельностью. Умер 20 апреля 1967 года, похоронен на Лукьяновском военном кладбище Киева.
В родном селе Белогородка именем Героя названа улица, на ней установлена мемориальная доска.

## Награды
- Герой Советского Союза (25.08.1944)
- Два ордена Ленина (25.08.1944, 21.02.1945)
- Два ордена Красного Знамени (19.11.1943, 3.11.1944)
- Орден Отечественной войны 1-й степени (20.09.1944)
- Орден Красной Звезды
- Орден Красной Звезды Бухарской Народной Советской Республики
- Орден Красного Полумесяца 2-й степени Бухарской Народной Советской Республики
- Медаль «За отвагу» (26.06.1943)
- Медали[3]